# Bogojevo
Bogojevo (cyr. Богојево; węg. Gombos) – wieś w Serbii, w Wojwodinie, w okręgu zachodniobackim, w gminie Odžaci. W 2011 roku liczyła 1744 mieszkańców.